# Верещаківка (зупинний пункт)
Вереща́ківка (також Вереща́ківка-Балашóвська, щоб не плутати із зупинним пунктом Верещаківка-Левадська) — пасажирський зупинний пункт Харківської дирекції залізничних перевезень  Південної залізниці, що знаходиться в Основ'янському районі міста Харкова, за 3 км від станції Харків-Слобідський. На відстані 1 км розташовані найближча залізнична станція Основа і зупинний пункт Верещаківка-Левадська.

## Пасажирське сполучення
До 24 лютого 2022 року у парному напрямку приміські електропоїзди курсували до станцій Харків-Балашовський, у непарному — до станцій Золочів, Люботин, Мерчик, Огульці.
Наразі пасажирське сполучення відсутнє.

## Галерея

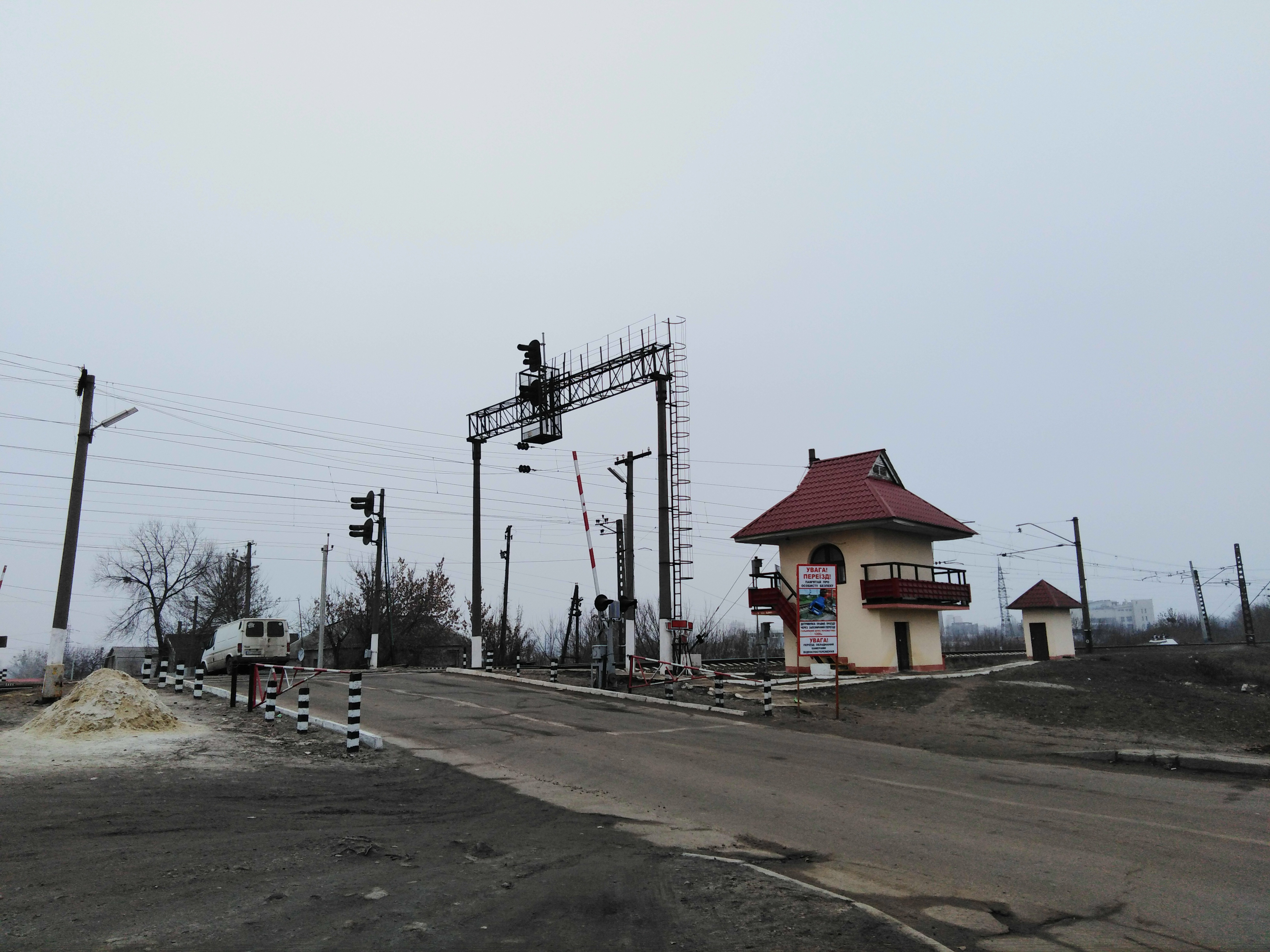
Залізничний переїзд. Вулиця Сидоренківська